# Jadwiga Rappé

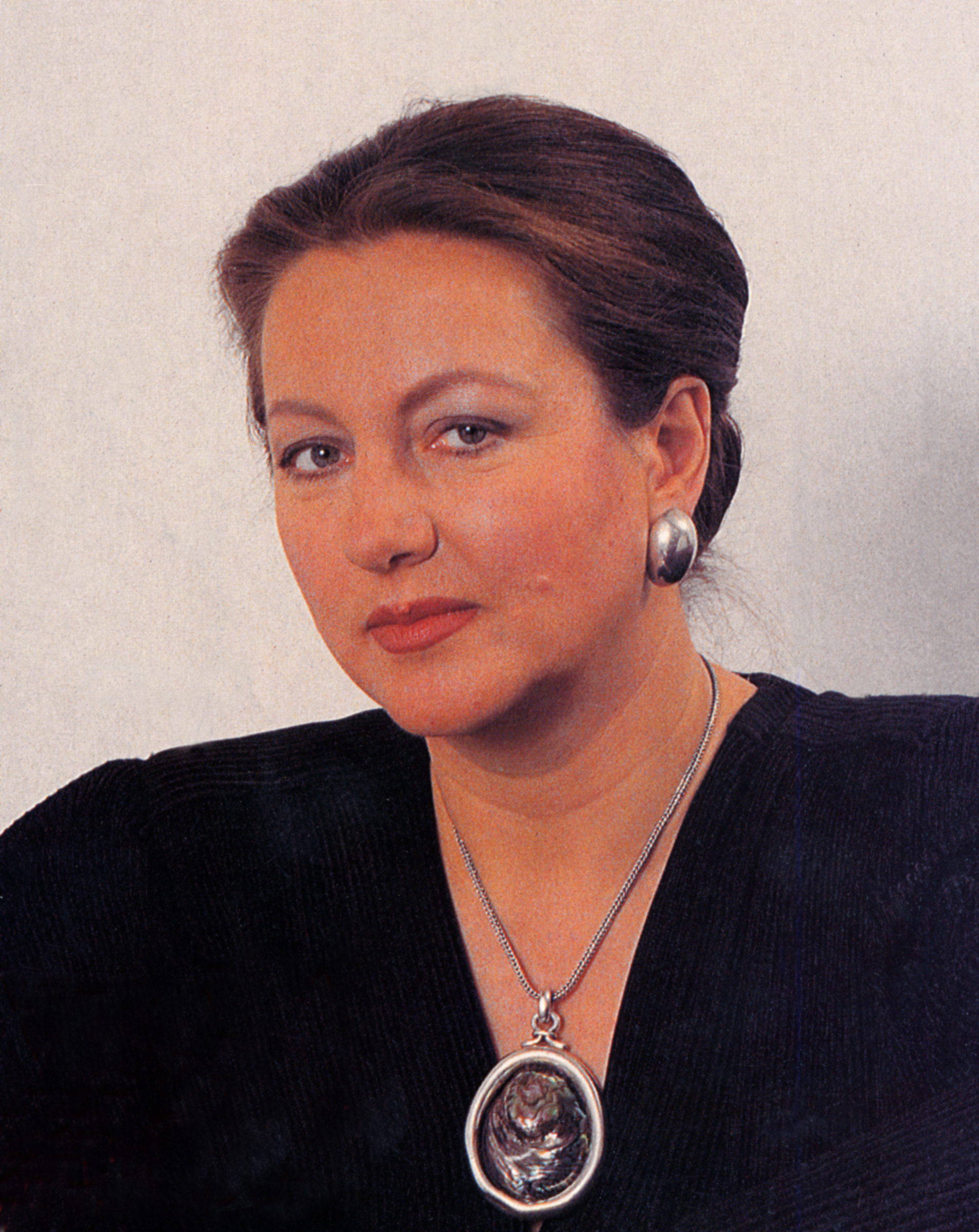
Jadwiga Rappé, 1993

Jadwiga Rappé (* 24. Februar 1952 in Toruń; † 16. Mai 2025 in Warschau) war eine polnische Opernsängerin (Alt).

## Leben
Rappé studierte slawische Philologie an der Universität Warschau. Daneben nahm sie Gesangsunterricht bei Zofia Brégy, den sie an der Musikakademie Breslau bei Jerzy Artysz fortsetzte. 1980 gewann sie den ersten Preis beim Internationalen Johann-Sebastian-Bach-Wettbewerb in Leipzig, 1981 die Goldmedaille beim Internationalen Festival junger Solisten in Bordeaux.
Als Spezialistin für Oratorien und Kantaten reichte ihr Repertoire von der Barockmusik über die Oratorien der Romantik bis zur modernen und zeitgenössischen Musik (u. a. Werke von Tadeusz Baird, Witold Lutosławski, Andrzej Panufnik und insbesondere Krzysztof Pendereckis Polnisches Requiem und Te Deum). Sie arbeitete unter der Leitung von Dirigenten wie Nikolaus Harnoncourt, Marek Janowski, Bernard Haitink, Colin Davis, Krzysztof Penderecki, Stanisław Skrowaczewski, Jesús López-Cobos, Mstislav Rostropowitsch, Leopold Hager, Anton Guadagno, Antoni Wit und anderen.
Sie konzertierte in Europa, Nordamerika und Asien, zum Beispiel im Wiener Musikverein und im Wiener Konzerthaus, in der Pariser Salle Pleyel, im Münchner Herkulessaal und in Amsterdam sowie bei Festivals wie dem MDR-Musiksommer, den Ludwigsburger Schlossfestspielen, den Salzburger Festspielen und dem Casals Festival in Puerto Rico sowie bei den Londoner Proms.
Daneben war Rappé auch als Opernsängerin erfolgreich. Sie sang zum Beispiel die Titelrolle in Händels Amadigi, den Orpheus in Glucks Orfeo ed Euridice, Mrs. Quickly in Verdis Falstaff, Cieca in Ponchiellis La Gioconda und die Gräfin in Tschaikowskis Pique Dame. In der Rolle der Erda in Wagners Ring des Nibelungen trat sie an der Deutschen Oper Berlin, am Londoner Royal Opera House, der Wiener Staatsoper und beim Festival d’Orange auf. Weiters gastierte sie unter anderem am Teatro Real de Madrid, am Gran Teatre del Liceu, an der Opéra National de Paris und am Grand Théâtre de Genève.
Rappé lehrte als Professorin an der Fryderyk-Chopin-Universität für Musik in Warschau (1995–2010) sowie im Rahmen von Meisterkursen und wirkte als Jury-Mitglied bei Gesangswettbewerben. Außerdem war sie Mitglied der Witold Lutosławski Society.
Jadwiga Rappé starb 2025 nach langer Krankheit im Alter von 73 Jahren in Warschau.

## Diskografie (Auswahl)
- In festlichen Chören. St. Petersburger Psalmkonzerte. Mit Wsiewołod Mularczyk, Bass; Chor der Orthodoxen Kathedrale der Hl. Maria Magdalena zu Warschau, Leitung: Jerzy Szurbak (Tabor; 1977)
- Karol Szymanowski: Stabat Mater op. 53, Litania do Marii Panny op. 59, Demeter op. 37 Bis. Mit Jadwiga Gadulanka, Andrzej Hiolski, Chór Polskiego Radia i Telewizji w Krakowie, Wielka Orkiestra Polskiego Radia u Telewizjii Z Katowic, Dirigent: Antoni Wit (1983)
- Johann Sebastian Bach: Matthäus-Passion. Mit u. a. Kurt Equiluz, Robert Holl, Arleen Augér, Sheri Greenawald, Jard van Nes, Neil Rosenshein, Ruud van der Meer, Concertgebouw Orchester, Dirigent: Nikolaus Harnoncourt (Teldec; 1985)
- Johann Sebastian Bach: Messe in h-Moll. Mit Angela Maria Blasi, Delores Ziegler, Kurt Equiluz, Robert Holl, Arnold-Schönberg-Chor, Concentus musicus Wien, Dirigent: Nikolaus Harnoncourt (Teldec; 1986)
- Ludwig van Beethoven: Missa solemnis. Mit Pamela Coburn, Aldo Baldin, Andreas Schmidt, Gächinger Kantorei und Bach-Collegium Stuttgart, Dirigent: Helmuth Rilling (Hänssler Classic; 1989)
- Wolfgang Amadeus Mozart: Missa solemnis KV 139 / Exsultate Jubilate. Mit Barbara Bonney, Josef Protschka, åkan Hagegård, Concentus musicus Wien, Dirigent: Nikolaus Harnoncourt (Teldec; 1990)
- Richard Wagner: Siegfried. Mit u. a. Siegfried Jerusalem, Eva Marton, James Morris, Kiri Te Kanawa, Theo Adam, Peter Haage, Kurt Rydl, Symphonie-Orchester des Bayerischen Rundfunks, Dirigent: Bernard Haitink (EMI Classics; 1991)
- Mozart: Krönungsmesse / Vesperae Solennes de Confessore / Ave Verum Corpus. Mit Edith Mathis, Hans Peter Blochwitz, Thomas Quasthoff, Rundfunkchor Leipzig, Staatskapelle Dresden, Dirigent: Peter Schreier (Philips; 1993)
- Johannes Brahms: Lieder. Mit Ewa Pobłocka, Klavier; (KOS Records; 1993)
- Johann Sebastian Bach: cantatas for alto. Mit Concerto Avenna (CD Accord; 1996)
- Gustav Mahler: Symphonie Nr. 3 d-Moll. Mit Mitgliedern des Rundfunkchores Berlin, Rundfunk-Sinfonie-Orchester Berlin, Dirigent: Heinz Rögner (Berlin Classics; 1997)
- Mahler: Das klagende Lied. Mit Hans Peter Blochwitz, Håkan Hagegård, Hallé-Orchester, Dirigent: Kent Nagano (Erato; 1998)
- Johann Sebastian Bach: Mass in B minor, Magnificat BWV 243. Mit u. a. Angela Maria Blasi, Kurt Equiluz, Paul Esswood, Helrun Gardow, Hildegard Heichele, Robert Holl, Concentus Musicus Wien, Dirigent: Nikolaus Harnoncourt (Das Alte Werk; 2000)
- Witold Lutosławski: Pieśni I Kolędy = Songs & Carols. Mit Maja Nosowska, Klavier (Polskie Radio; 2003)
- Penderecki: A Polish Requiem. Mit Izabella Kłosińska, Ryszard Minkiewicz, Piotr Nowacki, Sinfonieorchester der Nationalphilharmonie Warschau und Chor, Dirigent: Antoni Wit (Naxos; 2004)
- Mahler: Symphony No. 8. Mit u. a. Barbara Kubiak, Timothy Bentch, Wojtek Drabowicz, Piotr Nowacki, Sinfonieorchester der Nationalphilharmonie Warschau und Chor, Dirigent: Antoni Wit (Naxos; 2006)
- Władysław Żeleński: Pieśni – Songs, a selection. Mit Mariusz Rutkowski, Klavier (Polskie Radio; 2006)
- Georg Friedrich Händel: Xerxes – Arias. Mit Piotr Kusiewicz, Concerto Avenna, Leitung: Andrzej Mysiński. (DUX Recording Producers; 2007)
- Beethoven: Missa Solemnis. Mit Luba Orgonasova, Uwe Heilmann, Jan-Hendrik Rootering, Gerhard Oppitz, Symphonieorchester und Chor des Bayerischen Rundfunks, Dirigent: Colin Davis (2013)
- Henryk Mikołaj Górecki: Songs. Mit Urszula Kryger, Robert Gierlach, Klavier: Ewa Guz-Seroka (DUX Recording Producers; 2019)